# Sattelegg
Die Sattelegg ist ein Passübergang im Schweizer Kanton Schwyz. Er befindet sich zwischen den Orten Vorderthal im Bezirk March und Willerzell im Bezirk Einsiedeln, die Passhöhe liegt auf 1190 m ü. M.
Im Winter wird von den Inhabern des Restaurants Sattelegg ein Bügel-Skilift betrieben, der ideal ist für Anfänger. Auch die Schweizer Ski-Schule hat einen Ausbildungsort auf der Sattelegg. 
Einige Male im Jahr finden in der Kapelle auf der Sattelegg Alpgottesdienste statt. Von der Sattelegg kann man Wanderungen unternehmen, z. B. auf den Kleinen Aubrig oder über das Rinderweidhorn auf das Stöcklichrüz. Die Sattelegg ist auch sehr beliebt bei Motorradfahrern und Velofahrern.

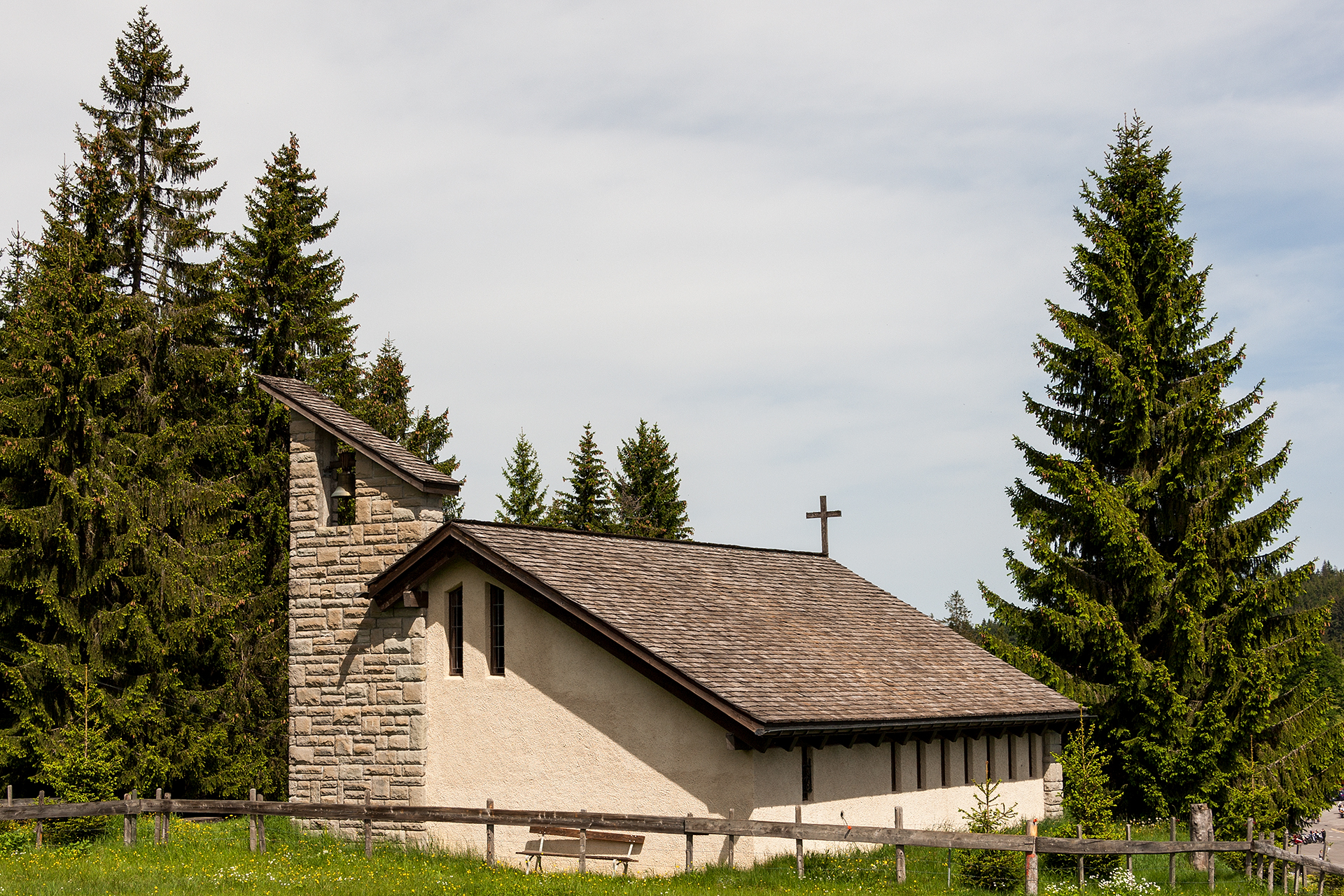
Kapelle

Die Satteleggstrasse wurde während des Zweiten Weltkriegs aus militärischen Gründen und unter der Oberaufsicht des 4. Armeekorps als Rückzugsstrasse ins Réduit von der Sperrstelle Linthebene in die Zentralschweiz sowie als Arbeitsbeschaffungsmassnahme gebaut. Zeitweise haben über 1000 Personen, davon rund 400 polnische Kriegsinternierte, an der Strasse gebaut. Als Baumaschinen standen Kompressoren, Rollbahnen und drei grosse Strassenwalzen zur Verfügung, die Hauptarbeit musste von Hand erledigt werden. Für Transporte wurden Pferdegespanne eingesetzt. Am 30. März 1942 wurde die Strasse fertig gestellt. 1959 übernahm der Kanton Schwyz die Passstrasse und asphaltierte später die gesamte Strecke.